# 三輪寿壮
三輪 寿壮（みわ じゅそう、1894年（明治27年）12月15日 ‐ 1956年（昭和31年）11月14日）は日本の弁護士、法律家､政治家。労働農民党・日本労農党・全国大衆党・全国労農大衆党・社会大衆党書記長、第二東京弁護士会会長、衆議院議員。

## 来歴・人物
福岡県糟屋郡蓆内村（現・古賀市）に、蓆内村村長などを務めた三輪健太郎の長男として生まれる。大正3年（1914年）福岡県立中学修猷館、大正6年（1917年）第一高等学校独法科を経て、大正9年（1920年）7月東京帝国大学法学部法律学科（独法）を卒業。一高・東大の同期であり、首席を争った岸信介、我妻栄、蠟山政道とは生涯の親友であった。東大在学中に吉野作造の民本主義の影響を受け、大正8年（1919年）には、麻生久・赤松克麿らと新人会の創設期に参加している。
東京帝大卒業後、大正9年（1920年）9月弁護士登録し、細野三千雄らとともに、日本労働総同盟や日本農民組合の法律顧問として、労働争議や小作争議で闘い、その過程で賀川豊彦や松岡駒吉と出会う。大正10年（1921年）、ナプボルツ時計工場同盟罷業の前後より社会主義に傾倒し、日本社会主義同盟に加盟。これにより、内務省警保局は大正11年（1922年）頃に三輪を「思想要注意人」に指定している。
大正15年（1926年）5月無産政党である労働農民党の書記長となり、同年12月、同党中間派が集まった日本労農党が発足すると書記長に就任。昭和3年（1928年）12月、日本農民党、日本労農党、無産大衆党などが合併して日本大衆党が発足すると中央執行委員となり、昭和5年（1930年）7月、さらにこれに全国民衆党などが合同して全国大衆党が発足すると書記長に就任。昭和6年（1931年）7月、全国大衆党、労農党、三党合同実現同盟（社会民衆党の分派）が合同して全国労農大衆党が結成されると中央執行委員、同年12月書記長となり、昭和7年（1932年）7月、さらに社会民衆党が合同して、無産政党の統一体である社会大衆党が創設されると中央執行委員となる。弁護士・法律家の立場を生かして労働組合法案、小作法案・小作組合法案、健康保険法案の策定、工場法の改正などに尽力。昭和12年（1937年）4月、第20回衆議院議員総選挙に東京で社会大衆党から立候補し、反ファッショと社会民主主義的公約をかかげ、衆議院議員に初当選。その後は広義国防を中心とする政治活動に加え、河合栄治郎の公判の弁護を側面から支援し、ゾルゲ事件では尾崎秀実の親族の依頼を受け、官選弁護人の選任を務めている。
昭和15年（1940年）4月社会大衆党書記長に就任するが、同年7月日中戦争の激化で社会大衆党が解体後、近衛文麿の新体制運動に協力し、同年10月大政翼賛会組織局連絡部長、同年11月大日本産業報国会常任理事・厚生局長、昭和16年（1941年）11月同業務局長、昭和18年（1943年）1月同企画局長を歴任する。後に政治的転向と批判されるが、国民生活の安定と労働者擁護の姿勢は貫いていた。
戦後は公職追放となり弁護士業に専念。極東国際軍事裁判に備えて、岸信介の家族と、実弟の佐藤栄作からの依頼により、岸信介の弁護を担当している。追放解除後、昭和26年（1951年）、第二東京弁護士会会長および日本弁護士連合会副会長に就任し、東大病院輸血梅毒事件の弁護、昭和電工事件では西尾末広の弁護などを行う。
昭和27年（1952年）10月、第25回衆議院議員総選挙において旧東京3区（目黒・世田谷が地域であった）から衆議院議員に返り咲くと、社会党右派の重鎮として活躍。昭和30年（1955年）、鈴木茂三郎、河上丈太郎らと左右社会党の統一を成し遂げる。「寝業師」と揶揄されながらも左派党員と誠実に交渉を重ね、悲願の統一実現を陰で支えた。
「三輪投げ」と呼ばれる豪快な投げ技で鳴らした柔道家だったが、統一に伴う心労などが重なり、昭和31年（1956年）11月14日、肺臓癌により東大病院において死去。享年61。日本社会党党葬が営まれた。混迷を深める現在の政治状況において、社会民主主義あるいは民主社会主義の観点からの社会党右派、そして三輪寿壮の再評価が求められている。墓所は多磨霊園。

## エピソード

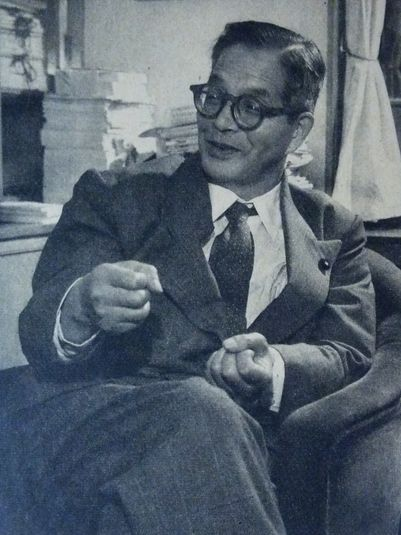
1955年

岸信介は、親友である三輪と連絡を取り合って二大政党制を目指し1955年、三輪は社会党再統一、岸は保守合同（自由民主党結成）を成し遂げた（55年体制）。しかしその翌年、三輪は世を去った。岸は三輪の葬儀において自ら買って出て弔辞を読み、「本当に残念だ。これで政権を渡す相手がいなくなった」と嘆いた。孫の安倍晋三も『美しい国へ』（文藝春秋、2006年）の中で、岸政権下で初めて成立した国民年金法の背後に、社会保障政策に尽力したライバル・親友の三輪の存在があったのではと指摘する。

## 翻訳
- カウツキー『社会民主党綱領 : エルフルト綱領』大鐙閣、1923年。 （『エルフルト綱領解説』改造社文庫復刻版第１期、大和書房、1977年）

## 親族
子に建築家の三輪正弘、医学者の三輪史朗がいる。孫の三輪建二は『祖父三輪寿壮- 大衆と歩んだ信念の政治家』（鳳書房、2017）、『父三輪史朗- 医の臨床家・研究者・教育者の歩み』（中央公論事業事業出版、2024）をまとめている。

## 伝記
- 『三輪寿壮の生涯』三輪寿壮伝記刊行会編 三輪寿壮伝記刊行会、1966年。
- 三輪建二『祖父 三輪寿壮―大衆と歩んだ信念の政治家』鳳書房、2017年。